# Уоррен, Кэтрин
Кэтрин Уоррен (англ. Katherine Warren; 12 июля 1905 — 17 июля 1965) — американская актриса театра, кино и телевидения 1930—1960-х годов. Иногда фигурировала в титрах как Кэтарин Уоррен (англ. Katharine Warren).
В период с 1949 по 1960 год Уоррен сыграла в 40 фильмах. Более всего она известна по ролям в фильмах «Вся королевская рать» (1949), «Вор» (1951) и «Бунт на «Кейне»» (1954). Она также сыграла в таких фильмах, как «Харриет Крейг» (1950), «Три тайны» (1950), «Высокая цель» (1951), «Народ против О’Хары» (1951), «Из ночи в утро» (1951), «Скандальная хроника» (1952), «Звезда» (1952), «Стальная ловушка» (1952), «История Гленна Миллера» (1954) и «Жестокие люди» (1955).

## Ранние годы и начало карьеры
Кэтрин Уоррен родилась 12 июля 1905 года в Детройте, Мичиган, США.
Она выросла в богатой и влиятельной семье. После получения степени в области театрального искусства в Американской академии драматического искусства в Нью-Йорке она начала профессиональную карьеру, выступая на бродвейской сцене, в летних театрах и региональных театрах по всей стране.

## Театральная карьера
На бродвейской сцене Уоррен дебютировала в 1930 году в спектакле «Прощай, оружие» (1930). Вскоре последовали роли в спектаклях «Трижды в час» (1931), «Сирано де Бержерак» (дважды, 1932—1933 и 1936), где она играла Роксану, «Гром с левой стороны» (1933), «Дитя среды» (1934), «Расходы оплачены» (1934—1935), «Тупик» (1935—1936), а также «Ромео и Джульетта» (1940), где она играла синьору Капулетти.

## Голливудская карьера
В 1948 году Уоррен по семейным обстоятельствам переехала из Нью-Йорка в Лос-Анджелес, где была представлена кинорежиссеру Эбби Берлину (англ. Abby Berlin). Впечатленный её смуглой привлекательной внешностью, её зрелым внешним видом и характерным голосом, Берлин решил использовать её потенциал в кинематографе, сняв её в одной из главных ролей в своём детективном фильме «Мэри Райан, детектив» (1949) на студии Columbia Pictures.
В том же году на Columbia Уоррен сыграла заметную роль второго плана в политической драме с Бродериком Кроуфордом и Джоном Айрлендом «Вся королевская рать» (1949), которая завоевала «Оскар» как лучший фильм и принесла ещё две премии и четыре номинации на «Оскар». В том же году в фильме нуар студии Universal Pictures «История Молли Х» (1949) Уоррен сыграла прогрессивного директора исправительного учреждения, которая вводит новые методы работы с заключёнными. Заметную роль второго плана Уоррен сыграла также в романтической комедии Columbia «Скажите это судье» (1949) с Розалинд Расселл и Робертом Каммингсом.
В 1950 году у Уоррен снова было три фильма, в частности, у неё были заметные роли второго плана в криминальной драме с Элинор Паркер и Патрицией Нил «Три тайны» (1950) и мелодраме с Джоан Кроуфорд «Харриет Крейг» (1950). Год спустя Уоррен появилась уже в девяти фильмах, она получила значимые роли второго плана в фильме нуар «Вор» (1951) с Ваном Хефлином и Эвелин Хейс, в драме «Из ночи в утро» (1951) с Рэем Милландом, в военной драме «Сила оружия» (1951) с Уильямом Холденом и в романтической комедии с Линдой Дарнелл «Леди отдаёт долг» (1951). У неё также были небольшие роли в приключенческой криминальной ленте с Диком Пауэллом «Высокая цель» (1951) и в фильме нуар со Спенсером Трейси «Народ против О’Хары» (1951).
В 1952 году Уоррен появилась в десяти фильмах. Она сыграла роль второго плана в гангстерской драме с Джоан Кроуфорд «Эта женщина опасна» (1952), нуарном триллере с Джозефом Коттеном «Стальная ловушка» (1952) и романтической мелодраме с Вэном Джоносном и Патрицией Нил «Вашингтонская история» (1952). У неё были небольшие роли в газетном нуаре с Бродериком Кроуфордом «Скандальная хроника» (1952) и в актёрской драме с Бетт Дейвис «Звезда» (1952). В 1953 году Уоррен сыграла в двух фильмах — вестерне «Человек под прикрытием» (1953) и драме с Чарльтоном Хестоном «Плохи друг для друга» (1953). Среди четырёх фильмов Уоррен 1954 года были музыкальная биографическая драма с Джеймсом Стюартом «История Гленна Миллера» (1954), где у неё была роль второго плана, и драма с Хамфри Богартом «Бунт на «Кейне»» (1954), где она сыграла строгую мать одного из главных героев, молодого офицера ВМС, заступившего на службу на минный тральщик «Кейн».
Позднее Уоррен сыграла небольшую роль в вестерне с Гленном Фордом и Барбарой Стэнвик «Жестокие люди» (1955), роли второго плана в криминальной драме с Деннисом О’Кифом «Внутри Детройта» (1956) и в вестерне Дэвидом Брайаном «Ярость в Гансайт-Пассе» (1956). В 1957 году она появилась в небольших ролях в музыкальной мелодраме с Элвисом Пресли «Тюремный рок» (1957), приключенческом экшне с Дэной Эндрюсом «Час Зеро!» (1957), а также в более крупной роли в вестерне с Джеффом Чандлером «Дранго» (1957). Три года спустя она сыграла одну из ключевых ролей матери главного героя в драме с Рэем Коллинзом и Энджи Дикинсон «Я отдам свою жизнь» (1960). Это был последний фильм в карьере Уоррен.

## Карьера на телевидении
На телевидении Уоррен появилась в многочисленных гостевых ролях почти во всех основных сериалах своего времени. Всего в период с 1951 по 1963 год она сыграла в 83 эпизодах 50 телесериалов, среди которых «Кавалькада Америки» (1952—1953, 2 эпизода), «Театр „Дженерал Электрик“» (1953—1956, 3 эпизода), «Театр четырёх звёзд» (1954—1955, 2 эпизода), «Одинокий рейнджер» (1955), «Шоу Джорджа Бернса и Грейси Аллен» (1956, 2 эпизода), «Час XX Century Fox» (1955—1956, 3 эпизода), «Кульминация» (1955—1957, 4 эпизода), «Дневной спектакль» (1955—1957, 3 эпизода), «Шоу Боба Каммингса» (1956), «Альфред Хичкок представляет» (1956—1957, 3 эпизода), «Вертолёты» (1957), «Предоставьте это Биверу» (1957—1961, 3 эпизода), «Ричард Даймонд, частный детектив» (1958), «Майк Хаммер» (1958), «Шоу Фрэнка Синатры» (1958), «Письмо к Лоретте» (1953—1959, 2 эпизода), «Опознание» (1959), «Дни в Долине смерти» (1960), «Ларами» (1960—1963, 4 эпизода), «Бонанза» (1961) и «87-й полицейский участок» (1962).

## Прочая деятельность
В разные годы Уоррен была почетным членом профсоюза театральных актёров Actors Equity, членом Гильдии киноактеров и Фонда кино и телевидения, была членом Демократического комитета Голливуда. Она также работала наставником в Театре Пасадины и преподавала драматическое искусство в Brown Gables Conservatory в Брентвуде, Калифорния.

## Личная жизнь
В 1938 году Уоррен вышла замуж за актёра Вернона Тарпа «Кларка» Чезни (англ. Vernon Tharp «Clark» Chesney). В 1947 году у пары родился сын Дэвид. В 1948 году, когда у мужа был обнаружен туберкулёз, семья переехала из Нью-Йорка в Лос-Анджелес, где Уоррен начала карьеру в кинематографе. В 1951 году Чезни умер.
После ухода из актерской карьеры в 1963 году Уоррен провела остаток своей жизни, тихо живя в пригороде.

## Смерть
Кэтрин Уоррен умерла 17 июля 1965 года в Лос-Анджелесе, Калифорния, США, от коронарного тромбоза и атеросклероза.

## Фильмография
| Год        |   | Русское название                  | Оригинальное название                    | Роль                                                   |
| ---------- | - | --------------------------------- | ---------------------------------------- | ------------------------------------------------------ |
| 1949       | ф | Вся королевская рать              | All the King's Men                       | миссис Макэвой (в титрах указана как Katharine Warren) |
| 1949       | ф | История Молли Х                   | The Story of Molly X                     | Норма Калверт (в титрах указана как Katharine Warren)  |
| 1949       | ф | Скажи это судье                   | Tell It to the Judge                     | Китти Лоутон (в титрах указана как Katharine Warren)   |
| 1949       | ф | Мэри Райан, детектив              | Mary Ryan, Detective                     | миссис Сойер                                           |
| 1949       | ф | С ребёнком их стало трое          | And Baby Makes Three                     | миссис Эллис, медсестра (в титрах не указана)          |
| 1950       | ф | Таинственная подводная лодка      | Mystery Submarine                        | миссис Вебер (в титрах указана как Katharine Warren)   |
| 1950       | ф | Три тайны                         | Three Secrets                            | миссис Коннорс                                         |
| 1950       | ф | Харриет Крэйг                     | Harriet Craig                            | доктор Ламберт (в титрах не указана)                   |
| 1951       | ф | Сила оружия                       | Force of Arms                            | майор Уолдрон                                          |
| 1951       | ф | Леди отдаёт долг                  | The Lady Pays Off                        | декан Бесси Хауэлл                                     |
| 1951       | ф | Из ночи в утро                    | Night Into Morning                       | миссис Маргарет Андерсон                               |
| 1951       | ф | Народ против О`Хары               | The People Against O'Hara                | миссис Уильям Шеффилд                                  |
| 1951       | ф | Вор                               | The Prowler                              | Грейс Крокер (в титрах указана как Katharine Warren)   |
| 1951       | ф | Дорогой эгоист                    | Dear Brat                                | миссис Кларк (в титрах не указана)                     |
| 1951       | ф | Лорна Дун                         | Lorna Doone                              | Сара Ридд (в титрах не указана)                        |
| 1951       | ф | Высокая цель                      | The Tall Target                          | миссис Гиббонс (в титрах не указана)                   |
| 1951       | ф | Три парня по имени Майк           | Three Guys Named Mike                    | миссис Скотт Беллеми (в титрах не указана)             |
| 1951       | с | Театр «Бигелоу»                   | The Bigelow Theatre                      | (1 эпизод)                                             |
| 1952       | ф | Битвы вождя Понтиака              | Battles of Chief Pontiac                 | Чиа (в титрах указана как Katharine Warren)            |
| 1952       | ф | Скандальная хроника               | Scandal Sheet                            | миссис Эллисон (в титрах не указана)                   |
| 1952       | ф | Стальная ловушка                  | The Steel Trap                           | миссис Келлогг                                         |
| 1952       | ф | Эта женщина опасна                | This Woman Is Dangerous                  | миссис Милликан, медсестра доктора Хэллека             |
| 1952       | ф | Вашингтонская история             | Washington Story                         | миссис Бёрч                                            |
| 1952       | ф | Авианосец                         | Flat Top                                 | мама Дороти (в титрах не указана)                      |
| 1952       | ф | Пола                              | Paula                                    | Мэри (в титрах не указана)                             |
| 1952       | ф | Сын Али-Бабы                      | Son of Ali Baba                          | принцесса Карма (в титрах не указана)                  |
| 1952       | ф | Звезда                            | The Star                                 | миссис Рут Моррисон (в титрах не указана)              |
| 1952       | ф | Разговоры о незнакомце            | Talk About a Stranger                    | миссис Дороти Малер (в титрах не указана)              |
| 1952—1953  | с | Кавалькада Америки                | Cavalcade of America                     | разные роли (2 эпизода)                                |
| 1952—1957  | с | Телевизионный театр «Форда»       | The Ford Television Theatre              | разные роли (4 эпизода)                                |
| 1953       | ф | Человек с оружием                 | The Man Behind the Gun                   | Фиби Шелдон (в титрах указана как Katharine Warren)    |
| 1953       | ф | История Гленна Миллера            | The Glenn Miller Story                   | миссис Бёргер (в титрах указана как Katharine Warren)  |
| 1953       | ф | Плохи друг для друга              | Bad for Each Other                       | миссис Картрайт (в титрах не указана)                  |
| 1953       | с | Театр у рампы                     | Footlights Theater                       | разные роли (2 эпизода)                                |
| 1953—1956  | с | Театр «Дженерал Электрик»         | General Electric Theater                 | разные роли (3 эпизода)                                |
| 1953—1957  | с | Театр звезд «Шлица»               | Schlitz Playhouse of Stars               | разные роли (8 эпизодов)                               |
| 1953—1959  | с | Письмо к Лоретте                  | Letter to Loretta                        | разные роли (2 эпизода)                                |
| 1954       | ф | Бунт на «Кейне»                   | The Caine Mutiny                         | миссис Кит (в титрах указана как Katharine Warren)     |
| 1954       | ф | Бамбуковая тюрьма                 | The Bamboo Prison                        | мама Рэнд (голос)                                      |
| 1954       | ф | Деревенская девушка               | The Country Girl                         | театралка (в титрах не указана)                        |
| 1954       | с | Топпер                            | Topper                                   | миссис Ньюби (1 эпизод)                                |
| 1954—1955  | с | Театр четырёх звёзд               | Four Star Playhouse                      | разные роли (2 эпизода)                                |
| 1955       | ф | Приключения Гекльберри Финна      | The Adventures of Huckleberry Finn       | вдова Дуглас                                           |
| 1955       | ф | Жестокие люди                     | The Violent Men                          | миссис Вэйл (в титрах не указана)                      |
| 1955       | с | Одинокий рейнджер                 | The Lone Ranger                          | Агата Табор (1 эпизод)                                 |
| 1955—1956  | с | Час 20th Century-Fox              | The 20th Century-Fox Hour                | разные роли (3 эпизода)                                |
| 1955—1957  | с | Кульминация                       | Climax!                                  | разные роли (4 эпизода)                                |
| 1955—1957  | с | Дневной спектакль                 | Matinee Theatre                          | разные роли (3 эпизода)                                |
| 1956       | ф | Внутри Детройта                   | Inside Detroit                           | Этель Линден                                           |
| 1956       | ф | Ярость в Гансайт-Пассе            | Fury at Gunsight Pass                    | миссис Боггс (в титрах указана как Katharine Warren)   |
| 1956       | с | Отец знает лучше                  | Father Knows Best                        | тётя Нива (1 эпизод)                                   |
| 1956       | с | Шоу Джорджа Бёрнса и Грейси Аллен | The George Burns and Gracie Allen Show   | миссис Уинстрелл (2 эпизода)                           |
| 1956       | с | Видео-театр «Люкс»                | Lux Video Theatre                        | миссис Митчелл (1 эпизод)                              |
| 1956       | с | Отец знает лучше                  | Father Knows Best                        | тётя Нива (1 эпизод)                                   |
| 1956       | с | Перекрёсток                       | Crossroads                               | миссис Шмидт (1 эпизод)                                |
| 1956       | с | Театр Джейн Уаймен                | Jane Wyman Presents The Fireside Theatre | миссис Долан (1 эпизод)                                |
| 1956       | с | Шоу Бобби Каммингса               | The Bob Cummings Show                    | миссис Тодд (1 эпизод)                                 |
| 1956       | с | «Ридерс Дайджест» на ТВ           | TV Reader's Digest                       | Рита Кумбс (1 эпизод)                                  |
| 1956       | с | Перекрёсток                       | Crossroads                               | миссис Шмидт (1 эпизод)                                |
| 1956       | с | Театр Джейн Уаймен                | Jane Wyman Presents The Fireside Theatre | миссис Долан (1 эпизод)                                |
| 1956       | с | Шоу Бобби Каммингса               | The Bob Cummings Show                    | миссис Тодд (1 эпизод)                                 |
| 1956       | с | Эта замечательная жизнь           | It's a Great Life                        | клиентка (1 эпизод)                                    |
| 1956—1957  | с | Альфред Хичкок представляет       | Alfred Hitchcock Presents                | разные роли (3 эпизода)                                |
| 1956 —1957 | с | Телефонное время                  | Telephone Time                           | разные роли (2 эпизода)                                |
| 1957       | ф | Дранго                            | Drango                                   | миссис Скотт                                           |
| 1957       | ф | Тюремный рок                      | Jailhouse Rock                           | миссис Ван Олден (в титрах не указана)                 |
| 1957       | ф | Час Зеро!                         | Zero Hour!                               | миссис Пёрди (в титрах не указана)                     |
| 1957       | с | Вы — там                          | You Are There                            | (1 эпизод)                                             |
| 1957       | с | Вертолёты                         | Whirlybirds                              | миссис Уильямс (1 эпизод)                              |
| 1957       | с | Доктор Кристиан                   | Dr. Christian                            | миссис Андерс (1 эпизод)                               |
| 1957       | с | Паника!                           | Panic!                                   | миссис Рейнольдс (1 эпизод)                            |
| 1957       | с | Полицейский штата                 | State Trooper                            | Хэтти Хэйл (1 эпизод)                                  |
| 1957—1961  | с | Предоставьте это Биверу           | Leave It to Beaver                       | разные роли (3 эпизода)                                |
| 1958       | с | Суд последней надежды             | The Court of Last Resort                 | Кэрри Уокер (1 эпизод)                                 |
| 1958       | с | Тонкий человек                    | The Thin Man                             | миссис Ленлоу (1 эпизод)                               |
| 1958       | с | Майк Хаммер                       | Mike Hammer                              | Этель Шеридан (1 эпизод)                               |
| 1958       | с | Сказки Ширли Темпл                | Shirley Temple's Storybook               | Нокомис (1 эпизод)                                     |
| 1958       | с | Ричард Даймонд, частный детектив  | Richard Diamond, Private Detective       | миссис Хаусман (1 эпизод)                              |
| 1958       | с | Серый призрак                     | The Gray Ghost                           | миссис Андервуд (1 эпизод)                             |
| 1959       | с | Опознание                         | The Lineup                               | доктор (1 эпизод)                                      |
| 1959       | с | Шоу Фрэнка Синатры                | The Frank Sinatra Show                   | мадам Дюпре (1 эпизод)                                 |
| 1959       | с | Театр 90                          | Playhouse 90                             | Сильвия Каннингем (1 эпизод)                           |
| 1959       | с | Команда М                         | M Squad                                  | миссис Леонард (1 эпизод)                              |
| 1960       | ф | Я отдам свою жизнь                | I'll Give My Life                        | Дора Брэдфорд                                          |
| 1960       | с | Коронадо 9                        | Coronado 9                               | Клара Тайсон (1 эпизод)                                |
| 1960       | с | Дни в Долине смерти               | Death Valley Days                        | Сьюзен Уоллес (1 эпизод)                               |
| 1960—1961  | с | Шах и мат                         | Checkmate                                | разные роли (2 эпизода)                                |
| 1960—1963  | с | Ларами                            | Laramie                                  | разные роли (4 эпизода)                                |
| 1961       | с | Вне закона                        | Outlaws                                  | миссис Макклюр (1 эпизод)                              |
| 1961       | с | Бонанза                           | Bonanza                                  | Мод Хоуд (1 эпизод)                                    |
| 1961       | с | Братья Браннаган                  | The Brothers Brannagan                   | Роуз Татум (1 эпизод)                                  |
| 1962       | с | Высокий человек                   | The Tall Man                             | Эмма Уэйнрайт (1 эпизод)                               |
| 1962       | с | 87-й полицейский участок          | 87th Precinct                            | миссис Травэйл (1 эпизод)                              |
| 1962       | с | Премьера «Алкоа»                  | Alcoa Premiere                           | миссис Хэндли (1 эпизод)                               |
| 1962       | с | Бродяга                           | The Beachcomber                          | миссис Картер (1 эпизод)                               |